# Ernst Marterer
Ernst Marterer (* 12. Januar 1921 in Münchhof, Tschechoslowakei; † Mai 2004 in Berlin) war ein deutscher Polizeioffizier. Er war von 1970 bis 1983 Stellvertreter des Ministers des Innern der DDR.

## Leben
Marterer, Sohn eines Arbeiters, besuchte die Volks- und die Handelsschule. Von 1933 bis 1938 war er in der Arbeiterjugendbewegung der Tschechoslowakei aktiv. Nach dem Anschluss des Sudetenlandes wurde er 1939 zunächst zum Reichsarbeitsdienst, dann zur Wehrmacht eingezogen. Von 1945 bis 1949 war er in sowjetischer Kriegsgefangenschaft, war Kursant und Assistent an der Antifa-Zentralschule im Dorf Talizy.
Im März 1949 kam Marterer in die Sowjetische Besatzungszone. Er wurde Mitglied der SED und Organisationsinstrukteur beim SED-Kreisvorstand Dresden. Im selben Jahr trat er in die Deutsche Volkspolizei (DVP) ein und wurde politischer Mitarbeiter im VP-Revier Forst bzw. Politlehrer an der Landespolizeischule Forst. 1950 ging er zur Politabteilung der DVP-Landesbehörde Brandenburg und absolvierte bis 1953 ein Fernstudium an der Parteihochschule „Karl Marx“. Von 1952 bis 1954 war er Stellvertreter für Politarbeit des Chefs der Bezirksbehörde der Deutschen Volkspolizei (BDVP) Potsdam. Anschließend war er 1955/56 Polit-Stellvertreter des Leiters der Höheren Polizeischule in Berlin und von 1956 bis 1960 stellvertretender Chefredakteur der Zeitschrift „Die Volkspolizei“. Von 1960 bis 1970 arbeitete er als politischer Mitarbeiter in der Abteilung für Sicherheitsfragen des ZK der SED und war zeitweise Chefredakteur der Kampfgruppen-Zeitung „Der Kämpfer“. Ein Studium 1966/67 an der Hochschule der DVP in Berlin-Kaulsdorf schloss er als Diplom-Staatswissenschaftler ab. 
1970 ernannte ihn Walter Ulbricht zum Generalmajor. Er war dann von 1970 bis 1983 Stellvertreter des Ministers des Innern der DDR und zuständig für die zivilen Bereiche.
Marterer starb im Alter von 83 Jahren in Berlin.

## Auszeichnungen
- 1969 Vaterländischer Verdienstorden in Bronze, 1975 in Silber und 1981 in Gold
- 1986 Ehrenspange zum Vaterländischen Verdienstorden in Gold